# سعيدة رزقي
سعيدة رزقي وتعرف بالسيدة رزقي، خبيرة في الطبخ الجزائري. تقدم حصص تعليمية للطبخ على وسائل الإعلام الجزائرية مثل الإذاعة الجزائرية والتلفزيون منذ سنوات طويلة، كما لها العديد من كتب وصفات الأطباق والحلويات.

## سيرتها
السيدة رزقي. احبت الطبخ في سن التاسعة وكانت تهوى فن الطبخ، درست في مدرسة الطبخ والحلويات في وهران، وفي عام 1964 دخلت في سلك التعليم كأستاذة طبخ وحلويات وعلوم طبيعية مدة 36 سنة، ولما تقاعدت فتحت مدرسة للطبخ في عام 2001 بالحراش، الجزائر (العاصمة).

## مشاريع تولتها

- بالتنسيق معها «أل جي» تفتح مدرسة للطبخ لفائدة زبائنها الجدد. أول مدرسة للطبخ بالشراكة مع خبيرة فن الطبخ السيدة رزقي بعين النعجة بالعاصمة، تقدر ميزانية هذا الاستثمار نحو 200 ألف دولار. وأوضح مسؤولو الشركة خلال حفل التدشين بمقر المدرسة الجديدة أن هذه المبادرة تعد الأولى من نوعها في الجزائر، وتهدف إلى التقرب من الزبون الجزائري أكثر فأكثر، وذلك من خلال ربط علاقة ثقة دائمة، وأشار هؤلاء إلى أن اقتناء أي منتوج لشركة «أل جي» ابتداء من نهار الغد سيمنح للزبون الحق في المشاركة بدورة تكوينية بمدرسة «أل جي» والاستفادة من درسين في تقنيات الطبخ تحت إشراف السيدة رزقي. وأضاف المسؤولون أنه بمجرد اقتناء أي منتوج للصانع الكوري ابتداء من هاتف نقال وإلى غاية أجهزة التلفاز من طراز الأبعاد الثلاثية، سيمنح أعوان التسويق قصاصة للزبون تضمن له الحق في المشاركة في الدورة التكوينية، ليتمكن بعدها تسجيل اسمه ضمن الفريق المبرمج في أجل شهر واحد وإلا فإنه سيفقد الحق في المشاركة بعد انقضاء مهلة الشهر، على أن يكون الزبائن مقيمين بولاية الجزائر (العاصمة)، البليدة، تيبازة وبومرداس، كمرحلة أولى قبل فتح مدارس جديدة عبر كبرى الولايات في غضون الأشهر القليلة المقبلة. هذا وقد نظمت «أل جي» الجزائر أول أمس على هامش تنظيم المدرسة الجديدة درسا في فنون الطبخ لفائدة الصحافة الوطنية وتحت إشراف السيدة رزقي تم خلاله تجريب الفرن الجديد لـ«أل جي» الذي طور وفق تكنولوجيا جديدة تقلص من مدة الطبخ بنسبة 50 بالمائة مقارنة مع الأفران الأخرى مما يختزل وقت ربات البيوت ويقلص من فاتورة الكهرباء.
- كما تترأس لجنة التحكيم في مسابقات الطبخ التي تقام بالجزائر.

## أهم المؤلفات
ألفت 21 كتابا؛ كتاب في العلوم الطبيعية والباقي تشكيلة من الأطباق والوصفات في كافة مجالات الطبخ والحلويات الجزائرية والدولية.
من أهمها كتبها: 
- الطبخ الجزائري.
- كتاب الكسكس في الجزائر ضمنته تاريخ الكسكس في الجزائر وأنواعه التي لا تقل عن 72 نوع.
- وكتاب الحلويات.